# Stormy Daniels
Stormy Daniels, född som Stephanie Gregory den 17 mars 1979 i Baton Rouge i Louisiana och numera med det civila namnet Stephanie Clifford, är en amerikansk erotisk dansare, porrskådespelare och porrfilmsregissör. Hon var aktiv som skådespelare åren 2002–2018, och hon har även regisserat ett knappt hundratal produktioner. 2018 blev hon uppmärksammad långt utanför porrbranschen, i samband med att president Donald Trumps tidigare relation med Daniels ledde till en politisk skandal.

## Biografi
Daniels är från Louisiana. Hennes föräldrar Sheila och Bill Gregory skilde sig när hon var 3–4 år gammal. Därefter uppfostrades hon av sin mor.
1997 tog hon examen vid Scotlandville Magnet High School i hemstaden Baton Rouge. Hon funderade därefter på en karriär som journalist. Hon har själv sagt att familjen var låginkomsttagare, och att uppväxtmiljön i Baton Rouge var otrygg. Under high school-tiden arbetade hon som telefonist på ett ridstall.

### Karriär i sexbranschen
Hon inledde på allvar sin karriär som porrfilmsskådespelare 2002, efter att under flera års tid arbetat som glamourmodell och strippa. Samtidigt flyttade hon till Los Angeles, centrum i den nordamerikanska porrfilmsbranschen. Hon valde artistefternamnet "Daniels" efter att ha sett en Jack Daniel's-annons med texten "en sydlig favorit".
Fram till 2018 medverkade hon i 338 (enligt branschdatabasen IAFd) alternativt 176 produktioner (enligt listningen i databasen AFDb). Hon har under karriären ofta arbetat för bolagen Jill Kelly Productions (2002–2004), Adam & Eve (2002–2022) och Vivid Entertainment (2002–2018). Mer än hälften av alla inspelningar har dock varit för Wicked Pictures, där hon var kontrakterad skådespelerska mellan 2002 och 2018.
2004 inledde hon även en verksamhet som porrfilmsregissör. Detta skedde för Wicked Pictures, som hon därefter varit trogen med ett knappt 100-tal produktioner fram till och med 2022. Dessa produktioner har i regel även inkluderat filmmanus av Daniels.
De allra flesta inspelningarna – som skådespelerska eller regissör – gjordes under kontraktstiden fram till 2018. Tidigt 2022 återvände hon till bolaget, i rollen som "märkesambassadör" och regissör för Wicked.

### Kontroversen med Donald Trump
Den 12 januari 2018 rapporterades att Donald Trumps privata advokat Michael Cohen i oktober 2016 – strax före presidentvalet – betalat Stormy Daniels 130 000 dollar i mutor. Uppgörelsen skulle syfta till hennes förnekande av att hon år 2006 haft en affär med Trump.
Donald Trump har förnekat att han någonsin haft en sexuell, romantisk eller intim affär med Daniels. Vita husets talesperson Sarah Huckabee Sanders, som talade på uppdrag av Trump, har sagt att inga sådana betalningar till Daniels har gjorts. Han sade att "han förnekar alla dessa påståenden".
Daniels advokat Michael Avenatti uppgav under TV-intervjuer den 16 mars 2018 att Daniels hade hotats med våld om hon inte höll tyst om sin påstådda affär med Trump. Avenatti uppgav inte när hotet gjordes eller vem som uttalat det.
25 mars 2018 var Daniels påstådda affär med Trump ämnet för ett inslag på det amerikanska TV-nyhetsprogrammet 60 Minutes. Inslaget omfattade intervjuer av Anderson Cooper med Daniels, hennes advokat Avenatti och Trevor Potter – tidigare ordförande i Federal Election Commission. I intervjun sa Daniels att hon kortvarigt smiskade till Trump med en kopia av en Forbes-tidning, medan Trump berättade för henne att hon påminde honom om hans dotter Ivanka; att hon vid samma tillfälle hade sex med Trump; att hon senare träffade Trump privat men då inte hade sex. Under press från sin tidigare advokat skrev hon under flera falska påståenden att affären inte hade inträffat. Hon sa också att på en parkeringsplats i Las Vegas dök en okänd man upp vid hennes bil och sa "Lämna Trump ifred. Glöm historien. Det är en vacker liten tjej. Det skulle vara synd om något hände med hennes mamma" (refererande till Daniels barn). Daniels uppgav att hon inte kände till mannen och såg honom sedan aldrig igen. Men hon skulle genast kunna identifiera honom om hon återsåg honom. Advokat Avenatti sa att hans firma gör framsteg i sina ansträngningar för att identifiera mannen som uttalade hotet.

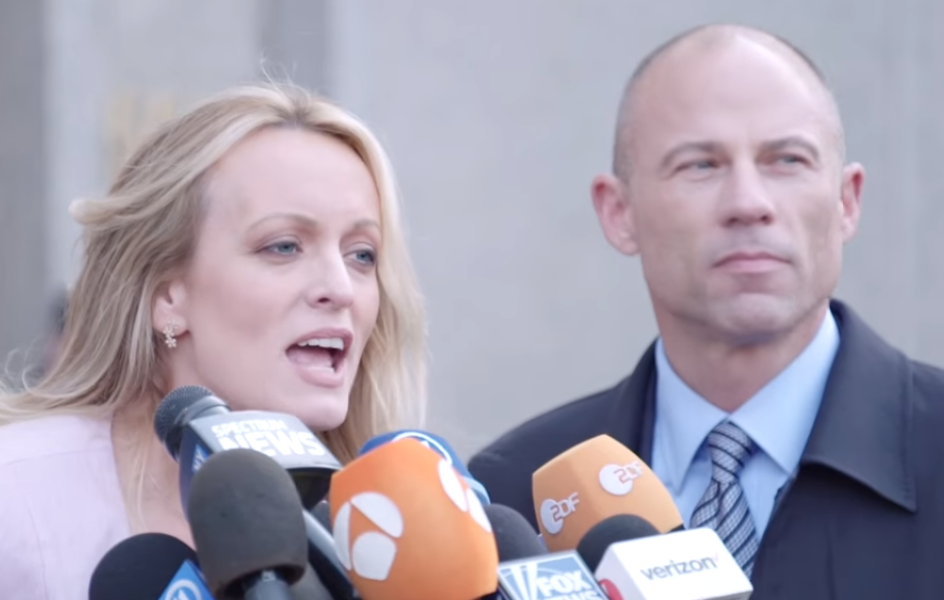
Stormy Daniels och hennes advokat 2018, under kontroversen omkring Donald Trump.

Den 30 april 2018 inlämnade hon en stämningsansökan mot Donald Trump om förtalsanklagelser för att han kallade hennes uttalanden "bedrägeri." Det handlar om de av Trumps uttalanden på Twitter om skapandet av en rollfigur som hotade Clifford efter att hon bestämde sig för att berätta för journalister om sin sexuella relation med Trump. Stämningen ogillades slutligen, och Daniels förlorade 2020 sin överklagan till högre rätt.
Den 2 maj 2018 sade president Trumps advokat Rudy Giuliani att "presidenten återbetalade" Cohen 130 000 dollar för Cohens betalning till Daniels. Giuliani sa också att Trump "visste om den allmänna överenskommelsen" runt Cohens betalning, men inte "detaljerna". Detta verkade motsäga Trumps påstående på Air Force One i april att Trump inte hade någon kännedom om betalningen.
Affären fortsatte även efter Trumps presidenttid, fast inledningsvis i mindre skala. 30 mars 2023 blev den dock del av det åtal med 30 olika ekonomiska oegentligheter som en åtalsjury i New York beslutade väcka mot Donald Trump.

### Övriga aktiviteter
2010 gjorde Daniels ett försök att kandidera till det årets senatorsval i Louisiana, inspirerad av en kampanj bland hennes supportrar. Hon valde till slut det republikanska partiet men avbröt sin kandidatur efter att hon inte kunnat samla in tillräcklig mängd kampanjmedel.
Stormy Daniels har synts ett antal gånger i olika TV-produktioner, ofta med koppling till sexbranschen. Detta inkluderar framträdande i HBO-serierna Real Sex och Pornucopia (2001 respektive 2004). 2007 syntes hon som en strippa i Maroon 5:s musikvideo för "Wake Up Call".
All uppmärksamhet 2018, i samband med Donald Trump-kontroversen, ledde till fler medieframträdanden och medierykten. Detta inkluderar deltagande i Saturday Night Live och slutligen skrinlagt deltagande i flera Big Brother-produktioner.

### Privatliv
Daniels bor (noterat 2018) i Forney i Texas.
Hon var tidigare gift med porrskådespelarna Pat Myne (2003–2005) och Michael Mosny (2007–2009). I samband med giftermålet med Myne tog hon hans civila efternamn Clifford.
Daniels gifte sig med Glendon Crain 2015 i en relation som inleddes 2010; deras dotter föddes i januari 2011. Paret genomförde en skilsmässa 2018, och 2022 gifte hon sig med porrskådespelaren Barrett Blade.
Hon har haft ett aktivt hästintresse genom hela livet. Hon äger flera hästar och har tävlat framgångsrikt i olika mindre evenemang.
2019 meddelade Daniels att hon identifierar sig som bisexuell.

## Utmärkelser (urval)[14]
- 2005 – Award för Star of the Year
- 2008 – XBiz Award för Crossover Star of the Year[12]
- 2014 – AVN Award för Hall of Fame (Founders Branch)
- 2015 – XRCO Awards – invald i Hall of Fame
- 2016 – XBiz Award för Director of the Year[12]
- 2018 – Venus Award (i Berlin) – Lebenswerk
- 2019 – XBiz Award för Crossover Star of the Year
- 2020 – AVN Award för Mainstream Venture of the Year

## Galleri

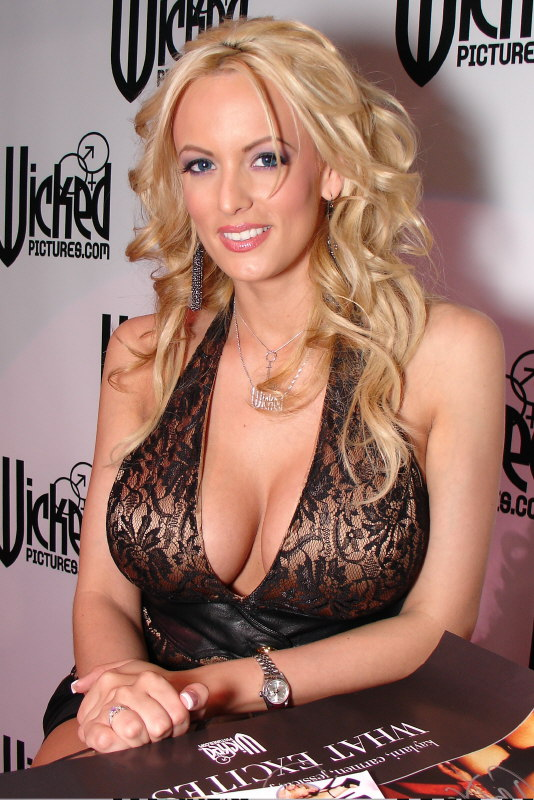
Stormy Daniels 2007, som representant för Wicked Pictures.
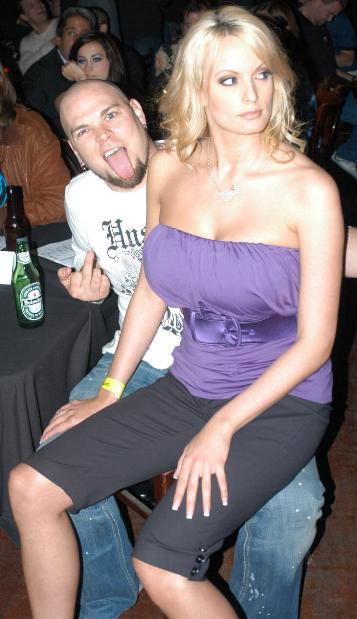
Stormy Daniels och dåvarande maken Mike Moz, 2007.
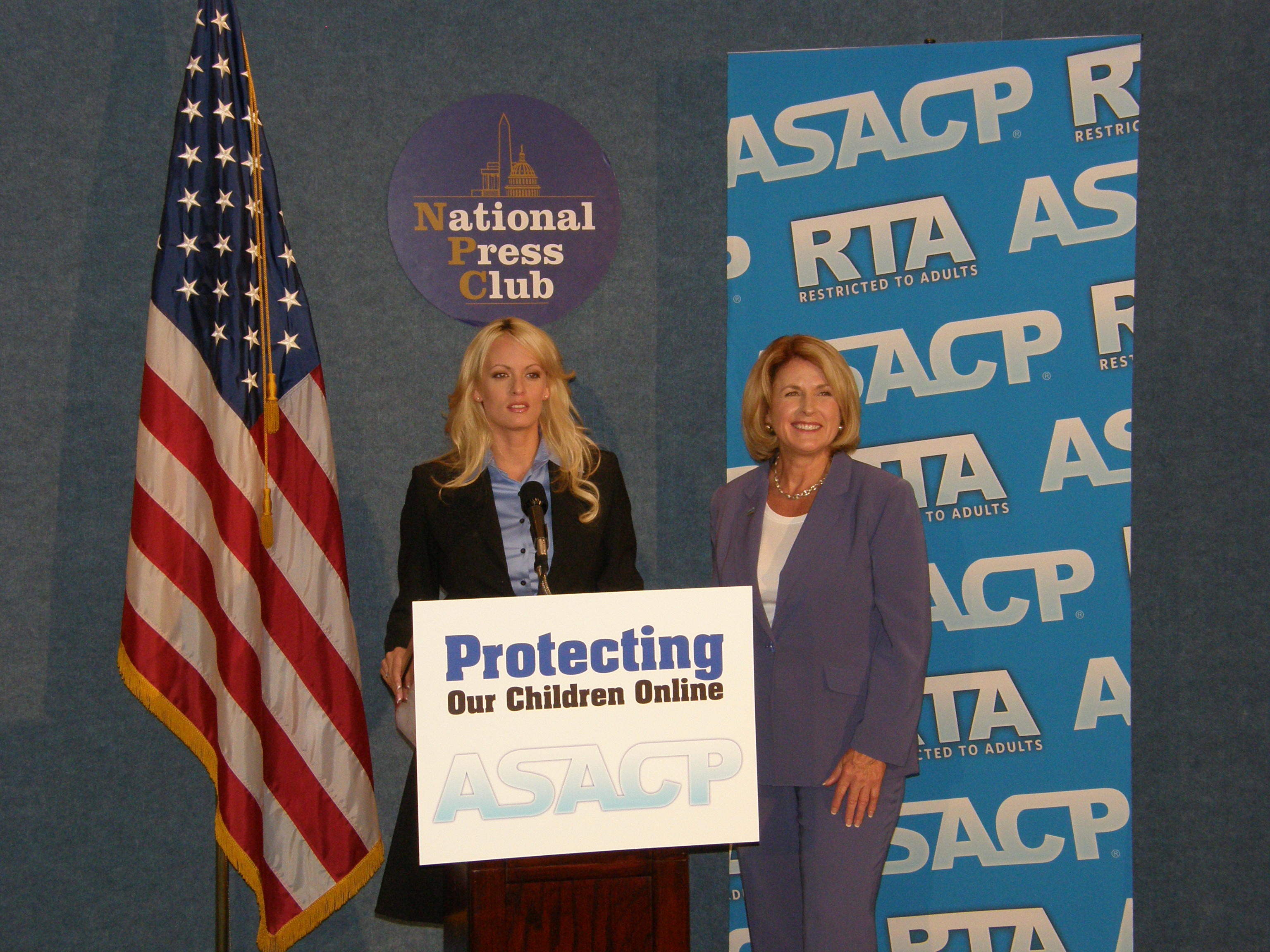
Stormy Daniels och Joan Irvine, under försöken att kandidera till 2010 års senatorsval i Louisiana.